# UCI Amèrica Tour 2005-2006
L'UCI Amèrica Tour 2005-2006 és la segona edició de l'UCI Amèrica Tour, un dels cinc circuits continentals de ciclisme de la Unió Ciclista Internacional. Està format per vint-i-set proves, organitzades entre el 2 d'octubre de 2005 i el 16 de setembre de 2006 a Amèrica.
El vencedor final a nivell individual fou el colombià José Serpa, per equips triomfà el Selle Italia-Diquigiovanni, de Colòmbia, i per països fou Colòmbia qui obtingué més punts.

## Evolució del calendari

### Octubre de 2005
| Data | Cursa                         | Cat. | Vencedor    | Equip                 |
| ---- | ----------------------------- | ---- | ----------- | --------------------- |
| 2-9  | Clásico Ciclístico Banfoandes | 2.2  | José Rujano | Colombia-Selle Italia |

### Novembre de 2005
| Data | Cursa                             | Cat. | Vencedor     | Equip             |
| ---- | --------------------------------- | ---- | ------------ | ----------------- |
| 8-13 | Doble Copacabana Grand Prix Fides | 2.2  | Libardo Niño | Loteria de Boyaca |

### Desembre de 2005
| Data  | Cursa                        | Cat. | Vencedor                   | Equip            |
| ----- | ---------------------------- | ---- | -------------------------- | ---------------- |
| 16-29 | Vuelta Ciclista a Costa Rica | 2.2  | Juan Carlos Rojas Villegas | Pasoca-Dos Pinos |

### Gener de 2006
| Data | Cursa                    | Cat. | Vencedor      | Equip                 |
| ---- | ------------------------ | ---- | ------------- | --------------------- |
| 7-20 | Vuelta al Táchira        | 2.2  | Manuel Medina | Cabimas               |
| 8    | Copa Amèrica de Ciclisme | 1.2  | Nilceu Santos | Scott-Marcondes Cesar |

### Febrer de 2006
| Data  | Cursa              | Cat. | Vencedor          | Equip  |
| ----- | ------------------ | ---- | ----------------- | ------ |
| 7-19  | Vuelta a Cuba      | 2.2  | Pedro Pablo Pérez | Cuba   |
| 19-26 | Volta a Califòrnia | 2.1  | Floyd Landis      | Phonak |
| 28-5  | Vuelta a Sonora    | 2.2  | Gregorio Ladino   | Tecos  |

### Març de 2006
| Data  | Cursa                         | Cat. | Vencedor         | Equip            |
| ----- | ----------------------------- | ---- | ---------------- | ---------------- |
| 8-12  | Volta Ciclista a Porto Alegre | 2.2  | Armando Camargo  | Memorial/Santos  |
| 9-19  | Volta per un Xile Líder       | 2.2  | Andrei Sartassov | Líder            |
| 19-26 | Volta a l'estat de São Paulo  | 2.2  | Alex Diniz       | Cesc/São Caetano |

### Abril de 2006
| Data  | Cursa             | Cat. | Vencedor        | Equip  |
| ----- | ----------------- | ---- | --------------- | ------ |
| 18-23 | Volta a Geòrgia   | 2.HC | Floyd Landis    | Phonak |
| 29-6  | Volta al Salvador | 2.2  | Gregorio Ladino | Tecos  |

### Maig de 2006
| Data  | Cursa                         | Cat. | Vencedor          | Equip           |
| ----- | ----------------------------- | ---- | ----------------- | --------------- |
| 4-14  | Volta Ciclista a Xile         | 2.2  | Andrei Sartassov  | Líder           |
| 11-14 | Doble Sucre Potosi Grand Prix | 2.2  | Alejandro Ramírez | Orbitel         |
| 24-28 | Volta a Paraná                | 2.2  | Marcio May        | Scott-Marcondes |

### Juny de 2006
| Data  | Cursa                                                   | Cat. | Vencedor          | Equip                          |
| ----- | ------------------------------------------------------- | ---- | ----------------- | ------------------------------ |
| 4     | Lancaster Classic                                       | 1.1  | Jackson Stewart   | Kodakgallery.com-Sierra Nevada |
| 4     | Campionats Panamericans de ciclisme · en cursa en línia | CC   | José Serpa        | Equip nacional de Colòmbia     |
| 6     | Campionats Panamericans de ciclisme · en contrarellotge | CC   | Pedro Nicacio     | Equip nacional de Brasil       |
| 8     | Reading Classic                                         | 1.1  | Greg Henderson    | Health Net-Maxxis              |
| 11    | Philadelphia International Championship                 | 1.HC | Greg Henderson    | Health Net-Maxxis              |
| 13-18 | Tour de Beauce                                          | 2.2  | Valery Kobzarenko | Navigators Insurance           |

### Juliol de 2006
| Data | Cursa                             | Cat. | Vencedor       | Equip           |
| ---- | --------------------------------- | ---- | -------------- | --------------- |
| 9    | Prova Ciclista 9 de juliol        | 1.2  | Renato Seabra  | Blumenau/Dataro |
| 9-16 | Volta a Oaxaca                    | 2.2  | Fausto Esparza | Tecos           |
| 16   | Meeting Internacional de Ciclisme | 1.2  | Héctor Aguilar | Uruguay         |

### Agost de 2006
| Data  | Cursa             | Cat. | Vencedor          | Equip                      |
| ----- | ----------------- | ---- | ----------------- | -------------------------- |
| 6-20  | Volta a Colòmbia  | 2.2  | José Castelblanco | Alcaldia de Cabimas        |
| 28-10 | Volta a Veneçuela | 2.2  | José Serpa        | Selle Italia-Diquigiovanni |

### Setembre de 2006
| Data | Cursa              | Cat. | Vencedor    | Equip                |
| ---- | ------------------ | ---- | ----------- | -------------------- |
| 9    | Univest Grand Prix | 1.2  | Shawn Milne | Navigators Insurance |

## Classificacions
| Pos | Ciclista                | Equip                      | Punts  |
| --- | ----------------------- | -------------------------- | ------ |
| 1   | José Serpa (COL)        | Selle Italia-Diquigiovanni | 313,95 |
| 2   | Gregorio Ladino (COL)   | Tecos                      | 208,66 |
| 3   | Andrei Sartassov (RUS)  | Selle Italia-Diquigiovanni | 202,66 |
| 4   | Manuel Medina (VEN)     | -                          | 199,63 |
| 5   | Pedro Pablo Pérez (CUB) | -                          | 186    |
| 6   | Greg Henderson (NZL)    | Health Net-Maxxis          | 180    |
| 7   | Libardo Niño (COL)      | -                          | 171,66 |
| 8   | Juan José Haedo (ARG)   | Toyota-United              | 167    |
| 9   | Fausto Esparza (MEX)    | Tecos                      | 160,66 |
| 10  | Serguei Lagutin (UZB)   | Navigators                 | 155    |

| Pos | Equip                      | País         | Punts  |
| --- | -------------------------- | ------------ | ------ |
| 1   | Selle Italia-Diquigiovanni | Colòmbia     | 689,44 |
| 2   | Tecos                      | Mèxic        | 566,96 |
| 3   | Navigators                 | Estats Units | 390    |
| 4   | Toyota-United              | Estats Units | 307    |
| 5   | Health Net-Maxxis          | Estats Units | 299    |
| 6   | Symmetrics Cycling Team    | Canadà       | 199,62 |
| 7   | TIAA-CREF                  | Estats Units | 183    |
| 8   | Chivas Cycling Team        | Mèxic        | 151    |
| 9   | Kodakgallery.com           | Estats Units | 117    |
| 10  | Perutnina Ptuj             | Eslovènia    | 87     |

| \| Pos \| País \| Punts \| \| --- \| ------------ \| --------- \| \| 1 \| Colòmbia \| 1.606,375 \| \| 2 \| Brasil \| 1.151 \| \| 3 \| Argentina \| 808,265 \| \| 4 \| Mèxic \| 610,98 \| \| 5 \| Estats Units \| 606,46 \| \| 6 \| Veneçuela \| 570,25 \| \| 7 \| Cuba \| 475 \| \| 8 \| Canadà \| 419,16 \| \| 9 \| Costa Rica \| 366 \| \| 10 \| Xile \| 291,3 \| |              |           |
| Pos | País         | Punts     |
| 1 | Colòmbia     | 1.606,375 |
| 2 | Brasil       | 1.151     |
| 3 | Argentina    | 808,265   |
| 4 | Mèxic        | 610,98    |
| 5 | Estats Units | 606,46    |
| 6 | Veneçuela    | 570,25    |
| 7 | Cuba         | 475       |
| 8 | Canadà       | 419,16    |
| 9 | Costa Rica   | 366       |
| 10 | Xile         | 291,3     |